# Powiat Olsztyński
Powiat Olsztyński ist ein Powiat (Kreis) in der polnischen Woiwodschaft Ermland-Masuren. Der Powiat hat eine Fläche von 2840,3 km², auf der etwa 126.300 Einwohner leben. Der Sitz ist Olsztyn (Allenstein), die aber nicht Teil des Powiats ist, sondern als kreisfreie Stadt von ihm umschlossen wird.
Der heutige Powiat Olsztyński ist wesentlich größer als der frühere Landkreis Allenstein, er umfasst auch Teile der ehemaligen Landkreise Heilsberg, Osterode und Rössel.

## Gemeinden
Der Powiat umfasst zwölf Gemeinden, davon fünf Stadt-und-Land-Gemeinden und sieben Landgemeinden.

### Stadt-und-Land-Gemeinden
- Barczewo (Wartenburg): 18.142 Einwohner
- Biskupiec (Bischofsburg): 18.913 Einwohner
- Dobre Miasto (Guttstadt): 15.723 Einwohner
- Jeziorany (Seeburg): 7601 Einwohner
- Olsztynek (Hohenstein): 13.630 Einwohner

### Landgemeinden
- Dywity (Diwitten): 12.274 Einwohner
- Gietrzwałd (Dietrichswalde): 6743 Einwohner
- Jonkowo (Jonkendorf): 7495 Einwohner
- Kolno (Groß Köllen): 3085 Einwohner
- Purda (Groß Purden): 8743 Einwohner
- Stawiguda (Stabigotten): 11.204 Einwohner
- Świątki (Heiligenthal): 3991 Einwohner